# Voo Korean Air 1533
O Voo Korean Air 1533 foi um voo doméstico de passageiros do Aeroporto Internacional de Gimpo, Seul, para o Aeroporto de Pohang, Pohang, Coreia do Sul. Em 15 de março de 1999, um McDonnell Douglas MD-83 operando a rota ultrapassou a pista 10 durante o pouso no aeroporto de Pohang. Todas as 156 pessoas a bordo sobreviveram, mas a aeronave foi destruída.

## Acidente
A aeronave, com 156 passageiros e tripulantes, decolou do Aeroporto Internacional de Gimpo. Durante o pouso no aeroporto de Pohang, a aeronave teve que arremeter devido à chuva e nuvens espessas.
Durante o segundo pouso, a aeronave pousou 460 metros além do limite da pista 10. Por razões desconhecidas, a tripulação ativou o reversor de empuxo 27 segundos após o toque, tudo isso culminando com a aeronave ser incapaz de parar a tempo. A aeronave ultrapassou a pista, atingindo 10 antenas e uma cerca de arame farpado no processo, e então caiu em um aterro, com a fuselagem se partindo em dois pedaços. Não houve mortes, mas 76 passageiros ficaram feridos. Havia ventos fortes no momento do acidente. A aeronave foi danificada além do reparo e foi declarada uma perda do casco, tornando o acidente o 11ª perda total de um McDonnell Douglas MD-80.

## Investigação
O Ministério da Construção e Transportes e a Marinha da Coreia do Sul investigaram o acidente. A causa do acidente foi determinada como sendo um erro do piloto devido ao atraso na ativação dos reversores de empuxo pela tripulação de voo, o toque tardio no solo e a falha em iniciar uma segunda arremetida.